# Équipe cycliste Sanson (1969)
Pour les articles homonymes, voir Équipe cycliste Sanson.
L'équipe cycliste Sanson est une équipe cycliste italienne professionnelle qui a existé en 1969. 
Au cours de son unique année d'existence, elle a notamment remporté une étape du Tour d'Italie et le classement général de Tirreno-Adriatico avec Carlo Chiappano.
Elle ne doit pas être confondue avec les deux autres équipes Sanson.

## Histoire de l'équipe
En 1965, le groupe Sanson Gelati, un producteur alimentaire italien, fait son apparition dans le peloton professionnel, pour prendre la suite de l'équipe Carpano.
Cette première expérience dure deux ans en 1965 et 1966. L'équipe a pour leader les Italiens Italo Zilioli et Franco Balmamion. Le groupe Sanson sponsorise à nouveau en 1969 une équipe. Elle compte pour leader Gianni Motta et Carlo Chiappano. Ce dernier remporte les deux plus belles victoires de l'équipe : le classement général de Tirreno-Adriatico puis la dixième étape du Tour d'Italie.
Entre 1976 et 1980, Sanson sponsorise une autre équipe. Emmenée par Francesco Moser, l'équipe connaît ses meilleures années. Lors de la saison 1978, le Belge Roger De Vlaeminck devient coureur de la marque.

## Principales victoires

### Classiques
- Milan-Vignola : Attilio Rota  (1969)
- Escalade de Montjuic : Gianni Motta  (1969)
- Tour d'Émilie : Gianni Motta  (1969)

### Courses par étapes
- Tirreno-Adriatico : Carlo Chiappano (1969)

## Résultats sur les grands tours
| - Tour de France - 0 participation - 0 victoire d'étape - 0 classement annexe | - Tour d'Italie - 1 participation (1969) - 1 victoire d'étape - 1 en 1969 : Carlo Chiappano - 0 classement annexe | - Tour d'Espagne - 0 participation - 0 victoire d'étape - 0 classement annexe |